# Barry Sullivan
Barry Sullivan, född 29 augusti 1912 i New York, död 6 juni 1994 i Sherman Oaks, Kalifornien, var en amerikansk skådespelare. Sullivan medverkade i över 100 filmer, där han gjorde såväl huvudroller som biroller, och många TV-produktioner.
Sullivan har två stjärnor på Hollywood Walk of Fame, en för television vid 1500 Vine Street och en för film vid 6160 Hollywood Blvd.

## Filmografi i urval
- 1944 – Redo för morgondagen
- 1949 – Sista given
- 1949 – Spänning
- 1950 – Mitt liv är mitt eget
- 1951 – Kontakt med undre världen
- 1951 – Farligt meddelande
- 1951 – Betala mitt liv
- 1952 – Kjolar, ohoj!
- 1952 – Illusionernas stad
- 1962 – Ung kärlek i Florens
- 1972 – Bill McKay - utmanaren
- 1973 – Pat Garrett och Billy the Kid
- 1974 – Jordbävningen
- 1976 – Napoli violenta
- 1977 – Min polare Gud
- 1978 – Lilla huset på prärien (TV-serie)